# Grad Batenburg

Grad Batenburg je grajska razvalina v mestu Batenburg v občini Wijchen v nizozemski provinci Gelderland. Ruševina stoji na moti severno od Batenburga. Od gradu v Batenburgu, obsežne grajske zgradbe iz približno leta 1600, na starejših temeljih in požganem leta 1795, so ostale le ruševine: obročast zid z bastijoni in s štrlečimi prednjimi stolpi; odlomek vratarnice; in velik okrogel stolp, znotraj katerega so ostanki dimnikov in križnih okvirjev, vse iz opeke s pasovi gorskega kamna. Grad so leta 1794 porušili Francozi.

## Zgodovina
Po izročilu je bil nad vhodnimi vrati gradu fasadni kamen, na katerem je bilo s starogotskimi črkami razbrati, da je bil grad Batenburg zgrajen leta 527 na temeljih templja Marsa Viktorja. Nasproti teh vrat je bil za lepimi dvojnimi vrati vodnjak s sveto izvirsko vodo, ki naj bi imela zdravilno moč proti mrzlici. Načrpano vodo so vratarji prodajali po vedrih. 
Visoka starost gradu ustreza tudi pojavu prvih članov rodbine Batenburg, saj okoli leta 1080 pisni viri prvič omenjajo Batenburške. Verjetno je, da je kamen, nakopičen na moti, obstajal tukaj v 12. stoletju kot temelji gradu mote. Kljub svoji moči - ki je bila v veliki meri posledica lokacije njihovih posesti in gradu, na meji med Brabantom in Geldersom - je rodbina Batenburg v trinajstem stoletju izumrla.
Zaradi poroke Johane Batenburške in Viljema III. Bronkhorstskega-Batenburškega sta grad in gospostvo padla v roke družine Bronkhorst, ki je bila vpletena v dolgotrajne spopade z gospodi Heeckerenskimi. 
Okoli leta 1300 je član rodbine Viljem III. iz Bronckhorsta začel graditi grad, verjetno na kamnitih okopih gradu mote. 
Predvsem v tem obdobju so grad močno prizadela lokalna vojna dejanja. Leta 1408 je Gijsbert iz Bronckhorsta zastavil Batenburg svojemu svaku Janezu Berlairskemu, ta pa ga je zastavil vojvodi Antonu Brabantskemu, ki ga je uporabil v boju proti vojvodam Gelderskim. Gijsbert je nato leta 1413 ponovno pridobil Batenburg. 
Ta grad so leta 1497 delno uničili vojaki Alberta Saškega. Obnovili so ga, pri čemer so okrepili krožno klančino z vhodnimi vrati, obkroženo z dvema stražnima stolpoma in 3 stanovanjskimi stolpi na štiri strani. Nasproti vhodnih vrat so se nahajala 3 stanovanjska krila okoli dvorišča.
Leta 1503 je grad Batenburg oblegal Karel II., vojvoda Guelderski, in del obrambe gradu je bil ponovno uničen. Po obnovi ga je leta 1540 ponovno uničila ekspedicija mesta Nijmegen. Med bombardiranjem leta 1568 s strani čet Filipa Hohenloheja se je najstarejši del gradu porušil. Batenburg je bil večkrat oblegan in včasih utrpel veliko uničenje, na primer med obleganjem Grave-ja (1586).
Okoli leta 1600 je grad obnovil Maksimiljan iz Bronckhorsta. Potem ko se je Johana iz Bronckhorsta leta 1630 poročila z Johanom Horneškim, je bila posest leta 1641 prenesena na grofa Hornskega. Pod grofom Johanom Hoornskim je bil grad obnovljen in opremljen s sijajem. Leta 1701 se je Izabela Justina Hornska poročila z grofom Ernestom Viljemom Bentheimskim-Steinfurtskim, s čimer je posest prešla v roke grofom Bentheimskih in Steinfurtskih, kjer je ostala do leta 1945.  S prehodom v last grofov Bentheimskih grad ni bil več naseljen. 
Leta 1795 je bila usoda gradu zapečatena; potem ko so njegove prostore napolnili s senom in uničili vodno črpalko, so grad požgali francoski zavojevalci. Grad Batenburg je popolnoma pogorel. Nikoli več ni bil obnovljen in njegove ruševine so začele življenje kot kamnolom za poceni gradbeni material.
Leta 1820 so bili ostanki gradu precej večji kot danes. Toda od takrat naprej je lastnik, grof Van Bentheim-Steinfurt, začel ruševine rušiti. Po drugi svetovni vojni je grajske ruševine zaplenila država in jih leta 1953 prodala fundaciji "Prijatelji gradov Gelderlanda". Od takrat naprej so bile ruševine podvržene več procesom konsolidacije oziroma konzervacije.
Grad Batenburg je bil eden najstarejših in (lokalno) najpomembnejših gradov v Gelderlandu.

## Grb/ščit Batenburških in Bronkhorstskih
- Izvorni grb gospodov Bronkhorstskih
- grb gospodov Batenburških
- grb Bronckhorstskih in Batenburških